# Lijst van burgemeesters van Zwijndrecht (Nederland)
Dit is een lijst van burgemeesters van de Nederlandse gemeente Zwijndrecht in de provincie Zuid-Holland.
| Ambtsperiode                  | Naam burgemeester               | Partij of stroming | Bijzonderheden                                                                           |
| ----------------------------- | ------------------------------- | ------------------ | ---------------------------------------------------------------------------------------- |
| 1811 - 1836                   | F.R.E. Nibbelink                |                    |                                                                                          |
| 1836 - 1842                   | C. Stoop                        |                    |                                                                                          |
| 1843 - 1866                   | A. Stoop, J. Az.                |                    | tevens burgemeester van Rijsoort en Strevelshoek (1846-1850) en Meerdervoort (1850-1855) |
| 1866 - 1877                   | P.M. Brouwer                    |                    |                                                                                          |
| 1877 - 1917                   | P.J.A. de Bruïne                |                    |                                                                                          |
| 1917 - 1928                   | Petrus Doorn                    | ARP                | van 1903-1913 was hij burgemeester van Ambt Almelo                                       |
| 1929 - 1942                   | Jan (J.A.J.) Jansen Manenschijn | ARP                |                                                                                          |
| 1942 - 1945                   | Abraham Aeckerlin               | NSB                |                                                                                          |
| 1945 - 1946                   | Jan (J.A.J.) Jansen Manenschijn | ARP                |                                                                                          |
| 1947 - 1967                   | Cornelis Slobbe                 | ARP                |                                                                                          |
| 1967 - 1976                   | H.H. Douma                      | ARP                |                                                                                          |
| 1976 - 1991                   | Cees (C.) Pijl Hogeweg          | ARP / CDA          |                                                                                          |
| 1991 - 2001                   | Dick (D.) Corporaal             | CDA                |                                                                                          |
| 2002 - 2012                   | Antoin (A.S.) Scholten          | VVD                |                                                                                          |
| 2012 - 26 mei 2013            | Maria (M.) Wiebosch-Steeman     | GroenLinks         | waarnemend                                                                               |
| 27 mei 2013 - 1 februari 2019 | Dominic (D.J.) Schrijer         | PvdA               | [ 2 ]                                                                                    |
| 1 februari 2019 - 4 juni 2019 | Robert (R.C.L.) Strijk          | D66                | waarnemend                                                                               |
| 5 juni 2019 - 7 maart 2023    | Hein (W.H.J.M.) van der Loo     | CDA / partijloos   | [ 4 ]                                                                                    |
| 8 maart 2023 - 22 april 2024  | Edo (T.J.) Haan                 | PvdA               | waarnemend                                                                               |
| 23 april 2024                 | Leon Anink                      | VVD                |                                                                                          |